# バック・イン・ザ・U.S.S.R.
「バック・イン・ザ・U.S.S.R.」（Back in the U.S.S.R.）は、ビートルズの楽曲。ポール・マッカートニーによって書かれた楽曲で、作曲者のクレジットはレノン＝マッカートニー名義となっている。1968年に発売されたビートルズの9作目のイギリス盤公式オリジナル・アルバム『ザ・ビートルズ』にオープニング曲として収録された。本作は、チャック・ベリーの「バック・イン・ザ・U.S.A.」とザ・ビーチ・ボーイズの「カリフォルニア・ガールズ」のパロディとなっており、歌詞は不快なフライトを経て、ソビエト連邦（Union of Soviet Socialist Republics）に帰国した高揚感を歌ったもの。
レコーディング中にマッカートニーがドラムの演奏に度々注文をつけたことにより、激怒したリンゴ・スターが一時的に脱退したため、残った3人でレコーディングが行われた。楽曲は航空機の効果音から始まり、航空機の効果音で終わる。マッカートニーは、ジェリー・リー・ルイスを模した歌唱法を採用している。
発表当時、ソビエト連邦ではロック音楽を「資本主義による精神汚染」とみなしていたことから、レコードの発売が許可されていなかったものの、密輸や海賊盤を通じてビートルズの楽曲やスタイルが若者の間に浸透し、もっとも人気の高い作品の一つとなった。1976年にコンピレーション・アルバム『ロックン・ロール・ミュージック』からの先行シングルとしてシングル盤が発売され、全英シングルチャートで最高位19位、アイルランドで11位を獲得した。2003年にマッカートニーはモスクワの赤の広場で開催されたライブで演奏し、エルトン・ジョンやビリー・ジョエルもロシアで開催したライブで演奏した。

## 背景・曲の構成
マッカートニーは、インドのリシケーシュに出発する1か月前の1968年1月に国民的支持を得た「I'm Backing Britain」キャンペーンに触発されて、「I'm Backing the UK」というタイトルで歌詞を書き始めた。そして、リシケーシュで1968年2月から3月にかけてマハリシ・マヘーシュ・ヨーギーの元で行われた修行中にタイトルが「I'm Backing the USSR」に変更された。これはチャック・ベリーの「バック・イン・ザ・U.S.A.」を参考にしたもので、その後現在のタイトルに定着した。このタイトルの変更について、マッカートニーは「皮肉っぽいもじり」と説明している。同じ目的でリシケーシュに滞在していたザ・ビーチ・ボーイズのマイク・ラヴは、ブリッジ部分のソビエト連邦の女性たちについての言及に対して、ザ・ビーチ・ボーイズの「カリフォルニア・ガールズ」のスタイルを流用することを提案。そこでマッカートニーは歌詞の一行で、ソビエト連邦の構成国の一つであるGeorgian Soviet Socialist Republic（グルジア・ソビエト社会主義共和国）をホーギー・カーマイケルとスチュアート・ゴレル作のGeorgia on My Mind（「我が心のジョージア」）に結び付けた。
マッカートニーは、1968年11月に放送されたラジオ・ルクセンブルクによるインタビューで、「アメリカでの長期任務を終えて、ソビエト連邦に帰国したロシア人スパイの視点で書かれた曲」と明かし、「彼はすっかりアメリカナイズされている。でもソビエト連邦に帰国した瞬間、『スーツケースを開けるのは明日にしよう。ハニー、電話の線を切ってくれないか』と言い出す。ロシア人女性の特徴をうたった曲さ」と語っている。
また、解散後の1984年12月に行われた『プレイボーイ』誌でのインタビューでは、「ビーチ・ボーイズのパロディのような感じで書いたんだ。『バック・イン・ザ・U.S.A.』はチャック・ベリーの曲で、そこから派生していった感じだね」と語っている。
「バック・イン・ザ・U.S.S.R.」は、航空機の効果音から始まり、航空機の効果音で終わる。冒頭の歌詞では、BOACの航空機に乗ってマイアミビーチからソビエト連邦へと戻る不快なフライトについて歌われ、ブリッジ部分ではソビエト連邦の女性たちについて言及されている。

## レコーディング
「バック・イン・ザ・U.S.S.R.」のレコーディングは、1968年8月22日にEMIレコーディング・スタジオのスタジオ2で開始された。アルバム『ザ・ビートルズ』のレコーディング・セッションでは、メンバー間で不和が生じており、本作のリハーサル時にリンゴ・スターの演奏に納得いかなかったマッカートニーが度々注文をつけ、スターが激怒してスタジオを飛び出し、一時的に脱退することとなった。これにより、3人でレコーディングを続行させることとなった。
ベーシック・トラックはマッカートニーがドラム、ジョージ・ハリスンがエレクトリック・ギター、ジョン・レノンがフェンダー・ベースVIという編成で5テイク録音され、最終テイクであるテイク5が採用された。
8月23日にマッカートニーとハリスンのベースとリードギター、ハリスンのドラムやレノンのスネアドラム、コーラスなどがオーバー・ダビングされた。作家のジョン・C・ウィンは、最初にマッカートニーのピアノをオーバー・ダビングしたのち、前日に録音されたレノンのベース・パートがハリスンのドラムに置き換えられ、後日エレクトリック・ギターのパートが追加されたとしている。
その後テイク5が他のテープに移され、楽器を収録したすべてのトラックがトラック1と2にミックスされた。テイク6の空いたトラック3と4にはボーカルと手拍子が録音された。なお、マッカートニーはジェリー・リー・ルイスを模した歌唱法を試しており、部分的にダブルトラックになっている。その後、ブリッジ部分にザ・ビーチ・ボーイズ風のバッキング・ボーカルが追加された。
本作の特徴ともいえるスタジオのアーカイブから使用した航空機のサウンドエフェクトは、2度目のセッションの最後にモノラル・バージョンにミックスされた。セカンド・エンジニアのケン・スコットは、「モノラル・ミックスの時は問題なかったが、ステレオ・ミックスにはかなりの時間を要し、サウンドエフェクトのテープをピンと張っておくために、ずっと鉛筆を持っていた。しかし実際には体が反り返っていて、テープが伸びていたのだろう。モノラルでははっきりとジェット音が入っているのに、ステレオのジェット音は聞けたものじゃないから」と語っている。

## リリース
「バック・イン・ザ・U.S.S.R.」は、1968年11月22日にアップル・レコードから発売されたアルバム『ザ・ビートルズ』のA面1曲目に収録された。アルバムでは、曲の最後に入っているサウンドエフェクトが、次曲「ディア・プルーデンス」のイントロとクロスフェードするように編集されている。翌年にスカンジナビアでシングル盤が発売され、B面にはスター作の「ドント・パス・ミー・バイ」が収録された。1973年に発売されたコンピレーション・アルバム『ザ・ビートルズ1967年〜1970年』にも収録された。
1976年6月25日にコンピレーション・アルバム『ロックン・ロール・ミュージック』からの先行シングルとしてパーロフォンよりシングル盤がリリースされた。B面には「ツイスト・アンド・シャウト」を収録。このシングル盤は、全英シングルチャートで最高位19位、アイルランドのチャートで最高位11位、スウェーデンのチャートで最高位19位を獲得した。
なお、EMIによって1964年にアムステルダムに訪れたときの映像と1966年の西ドイツツアーの模様で構成されたミュージック・ビデオが制作されている。また、2018年にはモスクワの赤の広場やバレエを踊る少女、ソビエト連邦のニュース映画などで構成された新たなリリックビデオが公開された。

## 文化的影響およびライブでの演奏
同じ年に発表された「レボリューション」や「ピッギーズ」と同様に、本作も発表当時のアメリカにおいて政治的に憤慨される一因となった。保守派のジョン・バーチ・ソサエティは、本作の「You don't know how lucky you are boy（君たちはどれだけ幸せなことか知らない）」というフレーズを例に挙げ、ビートルズが親ソ連派の証拠である主張した。右翼評論家のゲイリー・アレンは、本作と「レボリューション」との平行性を指摘し、「ビートルズはスターリニストで、トロツキストと対立するソビエト政府の立場をとった」と結論付け、ビートルズがソビエト連邦に渡り、中央委員会に対して特別講演を行ったという説をとなえたが、ソビエト連邦がビートルズについて「西洋文化のおくび」というレッテルを張ったことからこの説は弱まった。
なお、楽曲が発表された1968年は、ソビエト連邦がチェコスロバキアを占領した時期にあたることから、音楽評論家のイアン・マクドナルドは本作について「機知を欠いた冗談」と批判した。また、右翼団体のみならず、新左翼とされる一部の人物からも批判を受けた。
本作が発表された当時、ソビエト連邦をはじめとした共産主義国家において、ロック音楽を「資本主義による精神汚染」とみなされていた。このため、ビートルズのレコード盤は政府の許可が下りず販売することが出来なかったが、密輸や海賊盤を通じてビートルズの楽曲やスタイルが若者の間に浸透し、もっとも人気の高い作品の一つとなった。これにより、本作がソビエト連邦において演奏できない状態が続いていたが、エルトン・ジョンは1979年に行なわれたライブツアー「Elton John's 1979 tour of the Soviet Union」で、政府の許可を得てソビエト連邦でライブを行ない、このライブの最後で政府の要求を無視して本作をカバー。
1984年7月4日（独立記念日）にマイアミでコンサートを行なったザ・ビーチ・ボーイズは、スターをゲストに迎えて本作を演奏した。
2003年にマッカートニーが、モスクワの赤の広場で開催されたライブで演奏。同ライブでは、ウラジーミル・プーチン大統領の会場入りが遅れたことから、アンコールでもう一度演奏された。

## クレジット
※出典
- ポール・マッカートニー - ダブルトラックのリード・ボーカル、バッキング・ボーカル、ピアノ、ベース、ドラム、リードギター、ハンドクラップ、パーカッション
- ジョン・レノン - バッキング・ボーカル、リズムギター、6弦ベース、ハンドクラップ、ドラム、パーカッション
- ジョージ・ハリスン - バッキング・ボーカル、リズム&リードギター、ベース、ドラム、ハンドクラップ、パーカッション

## チャート成績
| チャート (1976年 - 1980年)           | 最高位 |
| ------------------------------------ | ------ |
| ニュージーランド (Recorded Music NZ) | 44     |
| スウェーデン (Sverigetopplistan)     | 19     |
| UK シングルス (OCC)                  | 19     |

## カバー・バージョン
- ラムゼイ・ルイス - 1968年に発売したアルバム『Mother Nature's Son』に収録。
- チャビー・チェッカー - 1969年にシングル盤として発売し、Billboard Hot 100で最高位82位を獲得[43]。
- ジョン・フレッド&ヒズ・プレイボーイ・バンド（英語版） - 1970年に発売したアルバム『Love My Soul』及びシングル盤に収録。
- デッド・ケネディーズ - 2004年に発売したライブ・アルバム『Live at the Deaf Club』に、1979年のライブ音源を収録。
- エルトン・ジョン - 1979年に開催された「Soviet Union tour」で演奏[36]。
- ジャン&ディーン - 1982年に発売したアルバム『One Summer Night/Live』に収録。
- ビリー・ジョエル - 1987年に発売したライブ・アルバム『コンツェルト-ライヴ・イン・U.S.S.R.-』に、1987年夏に行われたソビエト連邦でのライブ音源を収録。
- レニングラード・カウボーイズ - 1992年に発売したライブ・アルバム『Live in Prowinzz』に収録。
- ラトルズ - 本作のパスティーシュとなる楽曲「We've Arrived (and to Prove It, We're Here)」を、1996年に発売したアルバム『Archaeology』に収録[44]。
- シガニー・ウィーバー - 2001年公開の映画『ハートブレイカー』で演奏。
- レミー・キルミスター（モーターヘッド） - 2006年に発売したトリビュート・アルバム『Butchering the Beatles: A Headbashing ...』に収録[45]。
- ApologetiX - 本作のパスティーシュとなる楽曲「Back in the New Testament」を、2006年に発売したアルバム『Wordplay』に収録[44]。
- ビータリカ - メタリカの楽曲「ブラッケンド」とマッシュアップさせた楽曲「Blackened the U.S.S.R.」を、2007年に発売したアルバム『Sgt. Hetfield's Motorbreath Pub Band』に収録。
- 布袋寅泰 - 2009年に発売したカバー・アルバム『MODERN TIMES ROCK'N'ROLL』に収録。2016年に発売されたビートルズのカバー・アルバム『Hello Goodbye』にも収録された[46]。
- KAN - 2018年に発売した弦楽四重奏によるセルフカバー・アルバム『la RiSCOPERTA』に収録。
- ヒメーシュ・パテル - 2019年に公開された映画『イエスタデイ』で、パテル演じるジャック・マレクが、エド・シーランのモスクワ公演で演奏するシーンがある。映画のサウンドトラック盤にも収録された[47]。